# Tschang (Einheit)
Tschang, auch Tchang, war ein koreanisches Längenmaß und wurde im Englischen mit Chang beschrieben.
- 1 Tschang = 10 Tschi = 3,581 Meter
  - 1 Tschi/Fuß (engl. Chih) = 10 Tsun/Zoll = 0,3581 Meter

- China: 1 Li = 125 Tchang = 443,75 Meter